# Tadeusz Farny
Tadeusz Farny (ur. 27 lutego 1895 na Śląsku Cieszyńskim, zm. 16 czerwca 1915 pod Rarańczą) – żołnierz Legionów Polskich, kawaler Orderu Virtuti Militari.

## Życiorys
Tadeusz (Józef) Farny urodził się w rodzinie Józefa i Marii z Golaczów. Absolwent gimnazjum w Cieszynie, członek skautingu i Towarzystwa Gimnastycznego „Sokół”. 
W 1914 wstąpił do Legionów Polskich i został przydzielony do 2 kompanii 3 pułku piechoty. W czasie walk pod Rarańczą, jako d-ca patrolu zaatakował placówkę npla i rozbił ją, wziął jeńców i wrócił do oddziału bez większych strat przynosząc dane z rozpoznania. Poległ podczas dalszych walk. Za bohaterstwo w walce odznaczony został pośmiertnie Krzyżem Srebrnym Orderu Virtuti Militari.
Pochowany w rodzinnym grobowcu w Narosiu.

## Ordery i odznaczenia
- Krzyż Srebrny Orderu Virtuti Militari (nr 7662)
- Złoty Krzyż Zasługi[1]